# Flagge Dänemarks
Die Flagge Dänemarks ist die offizielle dänische Nationalflagge. Sie wird Dannebrog oder Danebrog genannt, was in dänischer Sprache Flagge der Dänen bedeutet (von altnordisch brók, altdänisch brok, „Stoffstück, Tuch“).

## Beschreibung

Aufbau des Dannebrog

Die Flagge Dänemarks zeigt auf rotem Grund ein weißes Kreuz. Die beiden roten quadratischen Felder am Mast haben eine Seitenlänge von 12 Einheiten. Das weiße Kreuz hat eine Breite von 4 Einheiten. Die beiden roten Rechtecke sind 12 Einheiten hoch und 21 Einheiten lang. Zusammen ergibt dies eine Höhe von 12+4+12 = 28 Einheiten und eine Breite von 12+4+21 = 37 Einheiten.
Das sogenannte Dannebrogrot ist mit (RGB-Hex-Code E31836) definiert. Das dänische Königshaus verwendet dagegen das dunklere, sogenannte Krapprot (RGB-Hex-Code AC0234).
Die Spitzflagge ist ein Hoheitszeichen, sie wird nur vom Königshaus, staatlichen Einrichtungen, dem Militär und namentlich ausgewählten Privaten (hier besonders dem Yachtklub) geführt.

## Geschichte

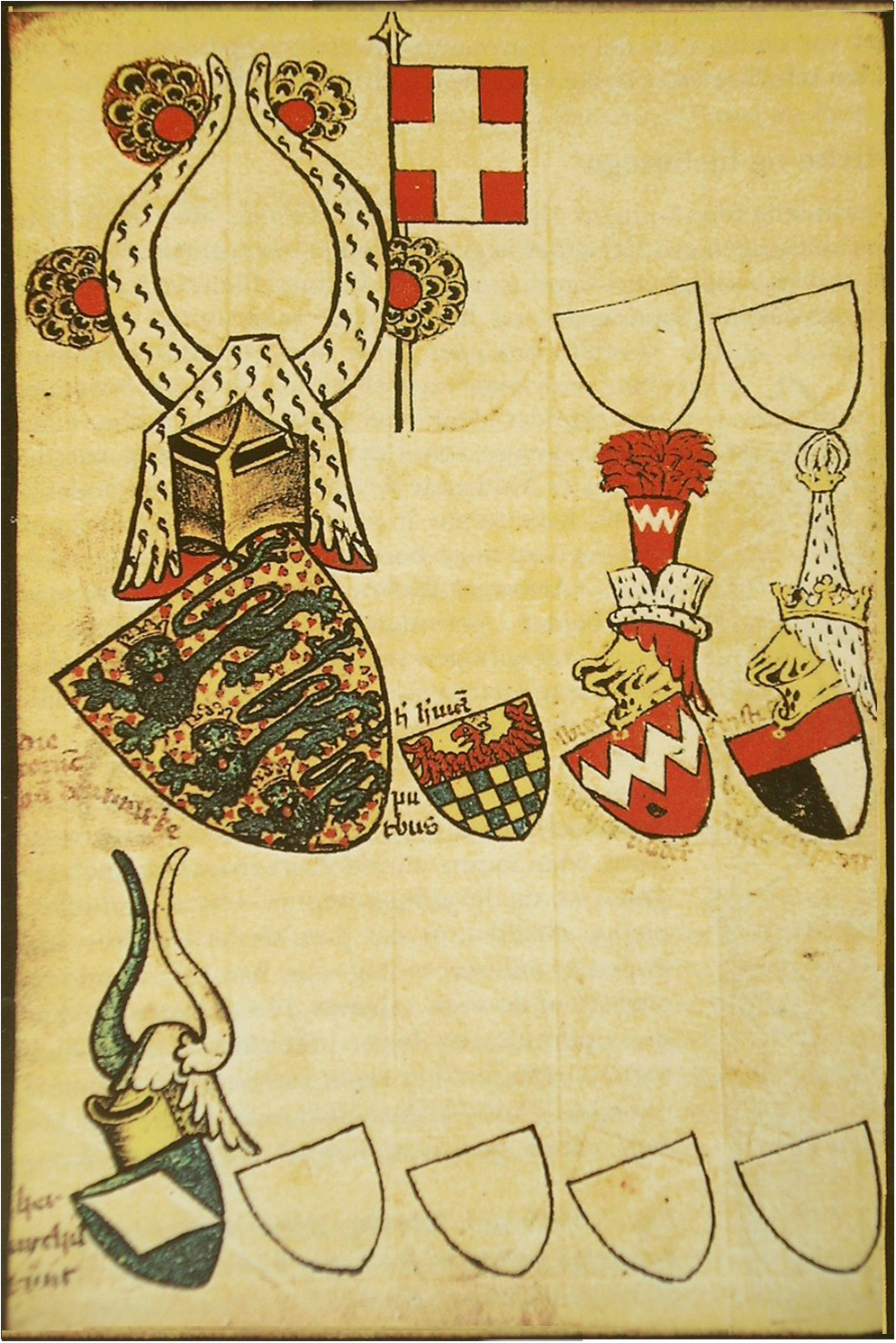
Abbildung aus dem Armorial Gelre mit der ältesten bekannten Darstellung des Dannebrogs (um 1400)

Der Dannebrog ist eine der ältesten Flaggen der Welt. Angeblich hissten schon die Wikinger ein rotes Tuch, das den Namen Dannebrog trug. Die erste Abbildung einer roten Fahne mit weißem Kreuz findet sich in dem niederländischen Wappenbuch Armorial Gelre aus der zweiten Hälfte des 14. Jahrhunderts als Feldzeichen Waldemars IV. Atterdag.

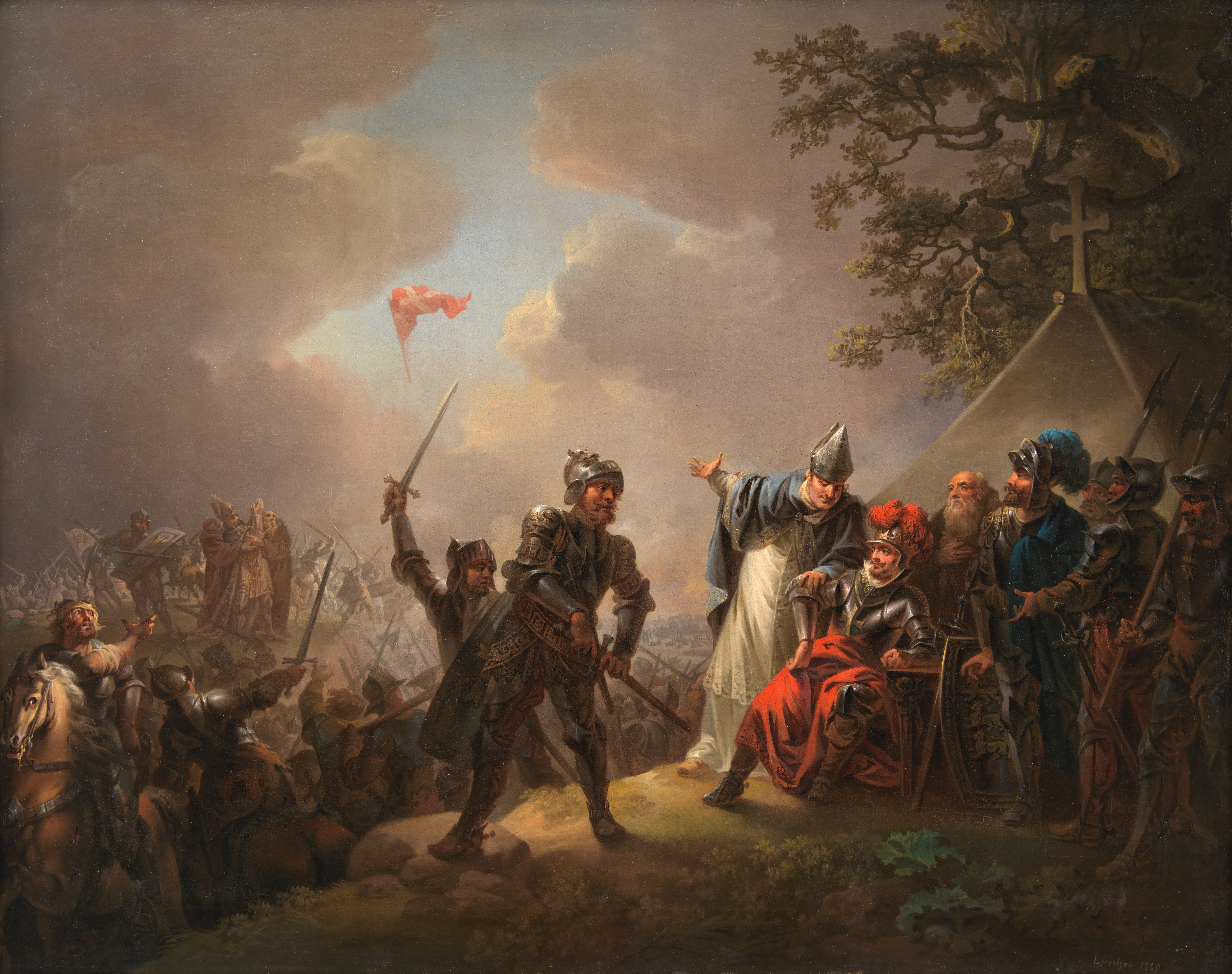
Christian August Lorentzen: Während der Schlacht von Lyndanisse fällt der Danebrog vom Himmel (1809)

Der Legende nach entstand die Flagge Dänemarks am 15. Juni 1219, als König Waldemar II. in der Schlacht von Lyndanisse – dem heutigen Tallinn – gegen die heidnischen Esten kämpfte. Als der Krieg schon so gut wie verloren schien, soll eine große Flagge vom Himmel gefallen sein und die Esten vernichtet haben. Vermutet wird ein Zusammenhang mit der Kaiserlichen Kriegsflagge des Heiligen Römischen Reichs, die seit dem 12. Jahrhundert in der Form „silbernes (weißes) Kreuz auf rotem Grund“ belegt ist. Andere führen sie auf die Fahne des Johanniterordens zurück, die wiederum die gleichen heraldischen Grundelemente umfasst. Ritter dieses Ordens fochten gelegentlich auch in dänischen Heeren des Mittelalters.

Trauerflagge anlässlich des Todes König Christians VI., 1746

Die Verwendung des Kreuzzeichens auf mittelalterlichen Schiffen, sowohl auf der Mastspitze als auch auf einem Tuch als Flagge, ist ein allgemeines Phänomen des frühen europäischen Flaggenwesens. Die dänische Flagge gehört damit zu einer ganzen Gruppe früher Seezeichen auf Nord- und Ostsee, zu der auch die englische Flagge sowie die mittelalterlich französische Flagge und die Zeichen der Ritterorden (Johanniter, Deutscher Orden) zählen. Eine Schiffsflagge mit dem Wappen Eriks VII. von Pommern mit weißem Dannebrog-Kreuz wurde 1427 Kriegsbeute und in der Marienkirche zu Lübeck aufgehängt. Dort verbrannte der älteste bekannte erhaltene Dannebrog in der Palmsonntags-Bombennacht 1942. Als danabroka wird die Flagge 1439 erstmals in einer schwedischen Quelle erwähnt, 1478 zum ersten Mal in einem dänischen Text.
Zum Tode König Christians VI. im Jahr 1746 wurde eine besondere Trauerflagge verwendet. Es war ein Dannebrog, dessen Rot durch Schwarz ersetzt war. Sie wehte für zwei Monate auf Holmen. 1854 wurde der Dannebrog zur Staatsflagge Dänemarks erklärt. Die genauen Proportionen der letzten beiden Felder waren nie genau festgelegt. Am 1. Mai 1893 erging eine neue Anweisung an alle Polizeichefs, nicht einzuschreiten, wenn die Proportionen der letzten beiden Felder länger als 6:4 waren und 7:4 nicht überschritten.
Der Dannebrog wird auch südlich der deutsch-dänischen Grenze von dänischen Südschleswigern gehisst (neben der Flagge mit den beiden Schleswigschen Löwen). Die Farben der norwegischen (Rot-Weiß), der schonischen (Rot) und der grönländischen Flagge (Rot-Weiß) sind dem Dannebrog entlehnt. Als dänische Kolonie führten auch die Jungferninseln bis 1917 das Erkennungszeichen im Siegel der Amerikanischen Jungferninseln. Dort ist es nach wie vor erkennbar.

## Beflaggungstage

56:107 Als zivile wie militärische Dienstflagge dient ein Dannebrog mit Schwalbenschwanz (Splitflag).

Die folgenden Daten sind die offiziellen Beflaggungstage
- 1. Januar: Neujahr
- 5. Februar: Geburtstag der Königin Mary
- 6. Februar: Geburtstag der Prinzessin Marie
- Karfreitag (halbmast)
- Ostersonntag
- 9. April (halbmast bis 12 Uhr, zwei Minuten Schweigepause, dann vollmast): Besetzung Dänemarks 1940
- 16. April: Geburtstag von Königin Margrethe II.
- 29. April: Geburtstag von Prinzessin Benedikte
- 5. Mai: Befreiung Dänemarks 1945
- Christi Himmelfahrt
- Pfingstsonntag
- 26. Mai: Geburtstag von König Frederik
- 5. Juni: Tag des Grundgesetzes (Grundlovsdag), unterzeichnet 1849 von Friedrich VII.
- 7. Juni: Geburtstag von Prinz Joachim
- 15. Juni: Waldemarstag (seit 1912) und Tag der „Wiedervereinigung“ (Genforeningsdag) 1920
- 5. September Ehrung der Soldaten, die an internationalen Missionen teilnahmen
- 15. Oktober: Geburtstag von Kronprinz Christian
- 25. Dezember: 1. Weihnachtsfeiertag (Juledag)

Darüber hinaus ist es jedem freigestellt, nach Belieben zu flaggen. Bei Geburtstagen und anderen familiären Festen wird in der Regel geflaggt, ebenso im Trauerfall; hierbei bis zur Beerdigung auf halbmast, danach auf voller Höhe.
Zum alltäglichen Gebrauch dient der Dannebrogwimpel, der die halbe Länge des Fahnenmastes haben soll. Er kann gesetzt werden, wenn ein Eigentum bewohnt wird und verbleibt auch nachts am Mast.

## Umgang
Lange Zeit wurde die Rechtslage in Dänemark so interpretiert, dass es Privatpersonen nicht gestattet sei, mit anderen Nationalflaggen als denen der nordischen Länder, der Europaflagge und der Flagge der Vereinten Nationen zu flaggen. Ausgenommen waren Flaggenansammlungen wie vor Hotels oder Ausstellungen. Eine andere Flagge als den Dannebrog zu setzen, erforderte daher eine Ausnahmegenehmigung der dänischen Polizei. Diese Genehmigung konnte erteilt werden, wenn gleichzeitig an einem eigenen Flaggenmast der Dannebrog gezeigt wurde. Dabei musste die dänische Flagge mindestens die Größe der ausländischen haben. Im Juni 2023 sprach der Oberste Gerichtshof Dänemarks jedoch einen Mann frei, der 2018 eine amerikanische Flagge in seinem Garten gehisst hatte; laut Urteil war es nie zulässig, Menschen zu verbieten, mit anderen Länderflaggen zu flaggen, und daher auch nicht zulässig, sie dafür zu bestrafen. Die Entscheidung wurde insbesondere von der deutschen Minderheit in Dänemark begrüßt, die zuvor eine Genehmigung einholen musste, um die deutsche Flagge hissen zu können. Nach einer entsprechenden Gesetzesänderung durch das dänische Parlament ist es jedoch seit dem 1. Januar 2025 eindeutig illegal, die Flaggen anderer Länder zu hissen, ausgenommen die Flaggen der nordischen Länder einschließlich Färöer und Grönland sowie Deutschlands.

## Varianten

### Flaggen des Königshauses

56:107 Königliche Standarte
56:107 Standarte des Kronprinzen
56:107 Standarte des Regenten in Vertretung des Königs
56:107 Standarte des Königshauses
Königliches Banner
14. Jahrhundert: Das Königliche Banner zeigte das Reichswappen mit drei Leoparden und Herzen.

### Militärische Flaggen
Die Marineflagge ist etwas dunkler im Farbton.

56:107  Seekriegsflagge (dän. Orlogsflag)
56:107 Verteidigungsminister
56:107 Chef des Verteidigungsstabes

### Historische Varianten

Dänisch-Ostasiatische Kompanie
Königlich Grönländischer Handel
Stander der dänischen Postschiffe

## Flaggen der eigenständigen Teile des Königreichs
Als eigenständige Teile des Königreichs Dänemark führen die Färöer seit 1959 und Grönland seit 1985 offiziell eigene Flaggen neben der dänischen. Grönlands Flagge wurde in bewusster Abgrenzung vom Kreuz gestaltet, die Verbundenheit mit Dänemark zeigen aber Farbe und Grundsymmetrie.

8:11  Flagge der Färöer
2:3  Flagge Grönlands

## Regionalflaggen (inoffiziell) mit skandinavischem Kreuz
Die dänischen Inseln Bornholm und die Landschaft Vendsyssel (Vendelbrog) unterstreichen ihre regionale Identität mit Flaggen, die in der Aufteilung am Dannebrog ausgerichtet sind.

Die bekannteste Variante der inoffiziellen Flagge Bornholms: die Bornholmer Flagge, die auch Touristenflagge (Turistflaget) genannt wird
Inoffizielle Flagge Vendsyssels, 1976 entworfen